# Elaphoglossum archboldii
Elaphoglossum archboldii är en träjonväxtart som beskrevs av Edwin Bingham Copeland. Elaphoglossum archboldii ingår i släktet Elaphoglossum och familjen Dryopteridaceae. Inga underarter finns listade.